# Gabriel Jesus
Gabriel Fernando de Jesus (São Paulo, Brasil, 3 de abril de 1997) es un futbolista brasileño que juega de delantero en el Arsenal F. C. de la Premier League de Inglaterra.

## Trayectoria

### S. E. Palmeiras
En la temporada 2014-2015 asciende al primer equipo del S. E Palmeiras cuajando grandes actuaciones consiguiendo 5 goles en 40 partidos en su primera temporada. En la siguiente temporada se consolidó en el primer equipo, atrayendo el interés de clubes como varios equipos europeos. A final de temporada ganó el título de liga con su equipo.

### Manchester City F. C.
El club hizo oficial la llegada del jugador, pero estuvo cedido en el S. E. Palmeiras hasta enero de 2017. El 1 de enero se incorporó a las órdenes del entrenador Pep Guardiola. El 13 de febrero de 2017 se lesionó ante el AFC Bournemouth a los 15 minutos de juego. En el total de la temporada consiguió marcar 7 goles en 10 partidos.
Al comienzo de la temporada 2017-18 consiguió la titularidad con su equipo. Tras 17 partidos consiguió anotar 8 goles. El 31 de diciembre cayó lesionado contra el Crystal Palace a los 23 minutos de juego. Esta temporada consiguió ganar la Premier League, la Copa de la Liga y la Community Shield.
En su siguiente temporada, logró nuevamente la Premier League, la Copa de la Liga y la Community Shield, pero además ganó la FA Cup, anotando dos goles en la final que les enfrentó al Watford Football Club, y en la que ganaron por 6-0.
En seis años en el conjunto mancuniano disputó 236 partidos en los que logró 95 goles, además de ganar varios títulos, entre ellos la Premier League en cuatro ocasiones.

### Arsenal F. C.
El 4 de julio de 2022 se hizo oficial su traspaso al Arsenal F. C. después de haber firmado un contrato de larga duración.

## Selección nacional

### Categoría inferiores
Jesus ha sido parte de la selección de Brasil en las categorías inferiores sub-20 y sub-23.
Fue convocado por primera vez el 28 de marzo de 2015, por el entrenador Alexandre Gallo para ser parte de un torneo amistoso sub-20 en Austria.
Debutó con Brasil el 13 de abril, fue titular para enfrentar a Catar, anotó su primer gol con la selección tras una gran jugada individual desde el mediocampo. Luego se enfrentó a Honduras, ingresó en el segundo tiempo, mostró un buen nivel nuevamente pero perdieron 1 a 0.
El 15 de mayo fue convocado, por el nuevo entrenador Rogério Micale, para defender la selección de Brasil en la Copa Mundial Sub-20 de Nueva Zelanda, le fue asignada la camiseta número 10.
Viajaron a Australia para entrenar cerca de la sede mundialista, jugaron dos partidos amistosos previos a la competición oficial, en ambos ganaron los sudamericanos 1 a 0, contra Portugal y Australia. Jesus fue titular en ambos.
Debutó a nivel mundial el 31 de mayo de 2015, fue su primer partido en una competición oficial de selecciones, jugó como titular contra Nigeria, al minuto 4 anotó un gol, pero los africanos impusieron su nivel y lograron dar vuelta el encuentro 2 a 1 antes de la media hora jugada, Jesus brindó una asistencia y su compañero Judivan puso el empate transitorio para finalizar el primer tiempo, finalmente reaccionaron y ganaron 4 a 2. En el segundo encuentro del grupo, volvió a ser titular, esta vez enfrentaron a Hungría y ganaron 2 a 1 luego de comenzar en desventaja. En el último minuto, recibió una tarjeta amarilla, y como en el primer partido también recibió una, se perdió el último partido de la fase de grupos, que fue contra Corea del Norte, selección a la que derrotaron 3 a 0.
En octavos de final, se enfrentaron a Uruguay, fue un partido parejo en el que no se convirtieron goles en los primeros 90 minutos, por lo que fueron a una prórroga y el marcador finalizó igual. Se decidió el pasaje a la siguiente instancia mediante la ejecución de penales, por el lado charrúa, falló su tiro Rodrigo Amaral, luego las 2 selecciones anotaron sin errar, y le quedó el quinto penal a Jesus, con la posibilidad de decidir el partido, con un remate cruzado venció la resistencia del arquero Gastón Guruceaga y ganaron 5 a 4.
El 14 de junio, jugaron contra Portugal los cuartos de final, nuevamente ninguna selección pudo marcar en el tiempo de juego, por lo que luego de una prórroga, fueron a penales. Jesus fue el cuarto ejecutante brasileño, no falló y convirtió el tercer gol, los europeos habían fallado dos veces, y en su cuarto remate, no pudieron marcar, por lo que la definición fue ganada por Brasil 3 a 1.
La semifinal se jugó el 17 de junio, Jesus estuvo en cancha todo el partido para enfrentar a Senegal, selección a la que derrotaron con un contundente 5 a 0.
El encuentro final por el título, quedó emparejado con Serbia. Se llevó a cabo el 20 de junio en el ante más de 25.300 espectadores en el Estadio North Harbour, recién al minuto 70, se abrió el marcador, pero a favor de los serbios, tres minutos después su compañero Andreas Pereira empató el partido, ya en tiempo cumplido, el entrenador Rogério Micale decidió sacar a Jesus por primera vez en el certamen. Jugaron una prórroga, y cuando faltaban 2 minutos para llegar a los penales, los serbios anotaron el gol definitivo y finalmente perdió Brasil 2 a 1.
Jesus jugó 6 partidos en la Copa Mundial, todos como titular, convirtió un gol y brindó 2 asistencias, dando 2 años de ventaja en la categoría, con la posibilidad de ser parte de la próxima generación sub-20.
El 29 de junio de 2016, fue confirmado en el plantel definitivo para defender a Brasil en los Juegos Olímpicos.
Jugó como titular un amistoso contra Japón, previo a los JJ. OO., y ganaron 2 a 0.
Debutó en los Juegos Olímpicos de Río de Janeiro el 4 de agosto en el Estadio Mané Garrincha ante más de 69.300 espectadores, jugó como titular contra Sudáfrica en el primer partido del grupo, tuvo una clara ocasión de gol que falló y finalmente empataron 0 a 0.

#### Participaciones en categorías inferiores
| Competición              | Sede           | Resultado  | Partidos | Goles | Asistencias |
| ------------------------ | -------------- | ---------- | -------- | ----- | ----------- |
| Copa Mundial Sub-20 2015 | Nueva Zelanda  | Subcampeón | 6        | 1     | 2           |
| Juegos Olímpicos 2016    | Río de Janeiro | Campeón    | 6        | 3     | 0           |

### Categoría absoluta
El 29 de abril de 2016 fue reservado por primera vez por Dunga, en un plantel preliminar de la Copa América Centenario. Finalmente no fue confirmado en la lista definitiva y Brasil quedó eliminado en la fase de grupos.
El 22 de agosto, luego de ganar la medalla de oro en los Juegos Olímpicos, fue citado por el nuevo entrenador, Tite, para las fechas FIFA de septiembre.
Debutó con la selección el 1 de septiembre, en el Estadio Olímpico Atahualpa ante Ecuador, única selección invicta en las eliminatorias. Fue titular con la camiseta número 9, al minuto 72, generó una jugada de peligro y le cometieron una falta dentro del área, por lo que el árbitro cobró penal, Neymar remató y anotó. Jesus anotó su primer gol con la selección absoluta de Brasil al minuto 87, minutos después, volvió a marcar y el encuentro finalizó 3 a 0.
Jesus fue decisivo para que Brasil ganara las Eliminatorias Sudamericanas para el Mundial de Rusia. En la Copa Mundial de 2018 fue el centro-delantero titular de Brasil, pero no pudo marcar ningún gol, y su selección fue eliminada en los cuartos de final.
Igualmente fue convocado para la Copa América de 2019 por Tite.

#### Participaciones en Copas del Mundo
| Mundial           | Sede  | Resultado        | Partidos | Goles |
| ----------------- | ----- | ---------------- | -------- | ----- |
| Copa Mundial 2018 | Rusia | Cuartos de final | 5        | 0     |
| Copa Mundial 2022 | Catar | Cuartos de final | 3        | 0     |

#### Participaciones en Copas América
| Torneo            | Sede   | Resultado  | Partidos | Goles |
| ----------------- | ------ | ---------- | -------- | ----- |
| Copa América 2019 | Brasil | Campeón    | 6        | 2     |
| Copa América 2021 | Brasil | Subcampeón | 4        | 0     |

## Estadísticas

### Clubes
Actualizado al último partido disputado el 27 de diciembre de 2024.
| Club | Div.          | Temporada     | Liga  | Liga  | Estatal | Estatal | Copas nacionales(1) | Copas nacionales(1) | Copas internacionales(2) | Copas internacionales(2) | Total | Total | Media goleadora |
| Club | Div.          | Temporada     | Part. | Goles | Part.   | Goles   | Part.               | Goles               | Part.                    | Goles                    | Part. | Goles | Media goleadora |
| --- | ------------- | ------------- | ----- | ----- | ------- | ------- | ------------------- | ------------------- | ------------------------ | ------------------------ | ----- | ----- | --------------- |
| S. E. Palmeiras · Brasil                                                                                                  | 1.ª           | 2015          | 20    | 4     | 8       | 0       | 9                   | 3                   | 0                        | 0                        | 37    | 7     | 0.19            |
| S. E. Palmeiras · Brasil                                                                                                  | 1.ª           | 2016          | 27    | 12    | 12      | 5       | 2                   | 0                   | 5                        | 4                        | 46    | 21    | 0.46            |
| S. E. Palmeiras · Brasil                                                                                                  | Total club    | Total club    | 47    | 16    | 20      | 5       | 11                  | 3                   | 5                        | 4                        | 83    | 28    | 0.34            |
| Manchester City F. C. Inglaterra                                                                                          | 1.ª           | 2016-17       | 10    | 7     | -       | -       | 1                   | 0                   | -                        | -                        | 11    | 7     | 0.64            |
| Manchester City F. C. Inglaterra                                                                                          | 1.ª           | 2017-18       | 29    | 13    | -       | -       | 4                   | 0                   | 9                        | 4                        | 42    | 17    | 0.4             |
| Manchester City F. C. Inglaterra                                                                                          | 1.ª           | 2018-19       | 29    | 7     | -       | -       | 12                  | 10                  | 6                        | 4                        | 47    | 21    | 0.45            |
| Manchester City F. C. Inglaterra                                                                                          | 1.ª           | 2019-20       | 34    | 14    | -       | -       | 11                  | 3                   | 8                        | 6                        | 53    | 23    | 0.43            |
| Manchester City F. C. Inglaterra                                                                                          | 1.ª           | 2020-21       | 29    | 9     | -       | -       | 6                   | 3                   | 7                        | 2                        | 42    | 14    | 0.33            |
| Manchester City F. C. Inglaterra                                                                                          | 1.ª           | 2021-22       | 28    | 8     | -       | -       | 5                   | 1                   | 8                        | 4                        | 41    | 13    | 0.32            |
| Manchester City F. C. Inglaterra                                                                                          | Total club    | Total club    | 159   | 58    | -       | -       | 39                  | 17                  | 38                       | 20                       | 236   | 95    | 0.4             |
| Arsenal F. C. Inglaterra                                                                                                  | 1.ª           | 2022-23       | 26    | 11    | —       | —       | 1                   | 0                   | 6                        | 0                        | 33    | 11    | 0.33            |
| Arsenal F. C. Inglaterra                                                                                                  | 1.ª           | 2023-24       | 27    | 4     | —       | —       | 1                   | 0                   | 8                        | 4                        | 36    | 8     | 0.22            |
| Arsenal F. C. Inglaterra                                                                                                  | 1.ª           | 2024-25       | 16    | 4     | —       | —       | 3                   | 4                   | 5                        | 0                        | 24    | 8     | 0.33            |
| Arsenal F. C. Inglaterra                                                                                                  | Total club    | Total club    | 69    | 19    | 0       | 0       | 5                   | 4                   | 19                       | 4                        | 93    | 27    | 0.29            |
| Total carrera | Total carrera | Total carrera | 275   | 93    | 20      | 5       | 55                  | 24                  | 62                       | 28                       | 412   | 150   | 0.36            |
| (1)Incluidos los datos de la Copa de Brasil (2015, FA Cup (2016-17) (2)Incluidos los datos de la Copa Libertadores (2016) |               |               |       |       |         |         |                     |                     |                          |                          |       |       |                 |

### Hat-tricks
| 1 | 7 de enero de 2018      | Etihad Stadium, Mánchester | Manchester City - FK Shajtar Donetsk |  | 6 - 0 | UEFA Champions League 2017-18 |
| 2 | 9 de enero de 2019      | Etihad Stadium, Mánchester | Manchester City - Burton Albion      |  | 9 - 0 | Copa de la Liga 2018-19       |
| 3 | 11 de diciembre de 2019 | Estadio Maksimir, Zagreb   | Dinamo Zagreb - Manchester City      |  | 1 - 4 | UEFA Champions League 2019-20 |
| 4 | 23 de abril de 2022     | Etihad Stadium, Mánchester | Manchester City - Watford            |  | 5 - 1 | Premier League 2021-22        |
| 5 | 18 de diciembre de 2024 | Emirates Stadium, Londres  | Arsenal - Crystal Palace FC          |  | 3 - 2 | Copa de la Liga 2024-25       |

### Selecciones
Actualizado al 2 de diciembre de 2022.
| Sub-20 · Brasil                                       | 2014/15       | -  | - | -  | - | 6  | 1 | 4  | 1  | 10 | 2  |
| Sub-20 · Brasil                                       | Total sel.    | -  | - | -  | - | 6  | 1 | 4  | 1  | 10 | 2  |
| Sub-23 · Brasil                                       | 2015/16       | -  | - | -  | - | -  | - | 6  | 2  | 6  | 2  |
| Sub-23 · Brasil                                       | 2016/17       | -  | - | -  | - | 6  | 3 | 1  | 0  | 7  | 3  |
| Sub-23 · Brasil                                       | Total sel.    | -  | - | -  | - | 6  | 3 | 7  | 2  | 13 | 5  |
| Absoluta · Brasil                                     | 2016          | 6  | 5 | -  | - | -  | - | -  | -  | 6  | 5  |
| Absoluta · Brasil                                     | 2017          | 4  | 2 | -  | - | -  | - | 3  | 1  | 7  | 3  |
| Absoluta · Brasil                                     | 2018          | -  | - | -  | - | 5  | 0 | 7  | 3  | 12 | 3  |
| Absoluta · Brasil                                     | 2019          | -  | - | 6  | 2 | -  | - | 8  | 5  | 14 | 7  |
| Absoluta · Brasil                                     | 2020          | 2  | 0 | -  | - | -  | - | -  | -  | 2  | 0  |
| Absoluta · Brasil                                     | 2021          | 7  | 0 | 4  | 0 | -  | - | 0  | 0  | 11 | 0  |
| Absoluta · Brasil                                     | 2022          | 2  | 0 | -  | - | 3  | 0 | 2  | 1  | 7  | 1  |
| Absoluta · Brasil                                     | Total sel.    | 21 | 7 | 10 | 2 | 8  | 0 | 20 | 10 | 59 | 19 |
| Total carrera                                         | Total carrera | 21 | 7 | 10 | 2 | 20 | 4 | 31 | 13 | 82 | 26 |
| (1)Incluidos los datos de los Juegos Olímpicos (2016) |               |    |   |    |   |    |   |    |    |    |    |

### Resumen estadístico
| Competición           | Partidos | Goles |
| --------------------- | -------- | ----- |
| Primera División      | 211      | 77    |
| Copas nacionales      | 50       | 20    |
| Copas estatales       | 20       | 5     |
| Copas internacionales | 43       | 24    |
| Selección adulta      | 56       | 19    |
| Selecciones juveniles | 23       | 7     |
| Total                 | 403      | 152   |

## Palmarés

### Títulos nacionales
| Título           | Club                  | País       | Año  |
| ---------------- | --------------------- | ---------- | ---- |
| Copa de Brasil   | S. E. Palmeiras       | Brasil     | 2015 |
| Brasileirão      | S. E. Palmeiras       | Brasil     | 2016 |
| Copa de la Liga  | Manchester City F. C. | Inglaterra | 2018 |
| Premier League   | Manchester City F. C. | Inglaterra | 2018 |
| Community Shield | Manchester City F. C. | Inglaterra | 2018 |
| Copa de la Liga  | Manchester City F. C. | Inglaterra | 2019 |
| Premier League   | Manchester City F. C. | Inglaterra | 2019 |
| FA Cup           | Manchester City F. C. | Inglaterra | 2019 |
| Community Shield | Manchester City F. C. | Inglaterra | 2019 |
| Copa de la Liga  | Manchester City F. C. | Inglaterra | 2020 |
| Copa de la Liga  | Manchester City F. C. | Inglaterra | 2021 |
| Premier League   | Manchester City F. C. | Inglaterra | 2021 |
| Premier League   | Manchester City F. C. | Inglaterra | 2022 |
| Community Shield | Arsenal F. C.         | Inglaterra | 2023 |

### Títulos internacionales
| Título           | Selección           | Sede           | Año  |
| ---------------- | ------------------- | -------------- | ---- |
| Juegos Olímpicos | Brasil sub-23       | Río de Janeiro | 2016 |
| Copa América     | Selección de Brasil | Brasil         | 2019 |

### Distinciones individuales
| Distinción                                                                        | Año  |
| --------------------------------------------------------------------------------- | ---- |
| Prêmio Craque do Brasileirão (Jugador revelación del Campeonato Brasileño)        | 2015 |
| Troféu Mesa Redonda (Jugador revelación del Campeonato Brasileño)                 | 2015 |
| Jóvenes promesas de Brasil para Pasión Fútbol (puesto 2)                          | 2016 |
| Parte de los 50 mejores futbolistas sub-18 del mundo según medio Goal.com         | 2016 |
| Parte de los 50 mejores futbolistas sub-20 del mundo según medio La Gazzetta      | 2016 |
| MVP del partido River Plate vs Palmeiras en la Copa Libertadores                  | 2016 |
| Parte de los 59 mejores futbolistas sub-21 del mundo (#6) según medio FourFourTwo | 2016 |
| Prêmio Craque do Campeonato (Mejor jugador del Campeonato Brasileño)              | 2016 |
| Parte de la Seleção do Brasileirão                                                | 2016 |
| Bola de Prata                                                                     | 2016 |
| Bola de Ouro                                                                      | 2016 |
| Parte de los 100 mejores futbolistas del mundo (#64) según medio The Guardian     | 2016 |
| 2.º Mejor Futbolista del año en Sudamérica                                        | 2016 |
| Parte del Equipo Ideal de América                                                 | 2016 |
| MVP del partido West Ham vs Manchester City en la Premier League                  | 2016 |
| MVP del partido Manchester City - Swansea en la Premier League                    | 2016 |
| Parte de los 100 mejores jugadores del mundo según The Guardian                   | 2022 |